# Condado de Lawrence (Pensilvânia)
O Condado de Lawrence é um dos 67 condados do Estado americano da Pensilvânia. A sede do condado é New Castle, e sua maior cidade é New Castle. O condado possui uma área de 940 km²(dos quais 6 km² estão cobertos por água), uma população de 213 295 habitantes, e uma densidade populacional de 101 hab/km² (segundo o censo nacional de 2000). O condado foi fundado em 20 de março de 1849.